# Stanisław Krajewski (geolog)
Stanisław Maria Adam Krajewski (ur. 18 listopada 1890 w Obermais pod Meranem, w południowym Tyrolu, zm. 21 grudnia 1968 w Warszawie) – polski geolog.

## Życiorys
Matka, z domu Rodakowska, krewna malarza, zmarła, gdy miał 4 miesiące, ojciec z lwowskiej rodziny urzędniczej, zmarł, gdy miał 4 lata. Początkowo wychowywany był przez ciotki ojca, następnie przebywał na stancjach.
Naukę w zakresie szkoły powszechnej i początkowych klas gimnazjum pobierał w domu. Uczył go m.in. Jan Nowak, student filozofii na Uniwersytecie Lwowskim, który geologię studiował u Rudolfa Zubera. Następnie uczęszczał do IV Gimnazjum we Lwowie (od III klasy), gdzie jednym z jego nauczycieli był Wilhelm Friedberg, późniejszy profesor paleontologii na uniwersytetach w Poznaniu i Krakowie. 
W 1909 ukończył gimnazjum i wstąpił na uniwersytet we Lwowie, gdzie studiował m.in. geologię u Rudolfa Zubera i geografię u Eugeniusza Romera. Wiosną 1913 udał się na dalsze studia do Lozanny, gdzie geologię wykładał Marice Lugeon. 
Wybuch I wojny światowej przerwał mu zbieranie materiałów do pracy doktorskiej na temat geologii Jury Szwajcarskiej, między jeziorem Lac de Joux i miasteczkiem Vallorbe. Wstąpił do "plutonu szwajcarskiego", zbierającego studentów i robotników, których wojna zastała w Szwajcarii, i udał się do kraju. W maju 1915 dostał się do niewoli rosyjskiej jako legionista Brygady Karpackiej. Powrócił z niewoli do Lwowa w sierpniu 1919.
Ponownie spotkany Jan Nowak, wówczas komendant naftowy w Krośnie, skierował go do Borysławia, do reaktywowanej Stacji Geologicznej. Pracę rozpoczął pod kierunkiem Konstantego Tołwińskiego jako asystent, a następnie jako geolog, zbierając informacje na temat objawów ropy naftowej, gazu ziemnego, solanek i wód słodkich, napotykanych w wierceniach poszukiwawczych. Poza tym wykonał szereg map geologicznych w skali 1: 25 000, głównie we wschodniej części Karpat fliszowych. Na tej podstawie przygotował pracę Szkic geologiczny okolicy Opaki, na podstawie której uzyskał w 1924 doktorat u Wojciecha Rogali, na Uniwersytecie Jana Kazimierza we Lwowie.
W tym samym czasie prowadził praktyki terenowe w Karpatach fliszowych dla studentów uniwersytetów Jagiellońskiego i Warszawskiego oraz Akademii Górniczej w Krakowie. W latach 1920–1931 wykładał też mineralogię i geologię w średniej Państwowej Szkole Wiertniczej w Borysławiu. Od 1921 należał do pierwszych członków Polskiego Towarzystwa Geologicznego, a od 1925 uczestniczył w organizacji zjazdów Asocjacji Karpackiej.
W 1928, będąc nadal pracownikiem Karpackiej Stacji Geologicznej, został zaangażowany do Państwowego Instytutu Geologicznego w Warszawie. Do Instytutu przeniósł się na stałe w 1931. Od 1933 rozpoczął pod kierunkiem Jana Samsonowicza redakcję publikacji Instytutu.
Po wybuchu wojny został ewakuowany z pracownikami Instytutu do Lwowa. W listopadzie 1939 powrócił do Warszawy. W grudniu tego roku wrócił do Instytutu kierowanego przez Niemców. W latach okupacji przygotowywał arkusz Sanok mapy geologicznej 1: 100 000. Zestawiał też kartotekę makrofauny z północnych Karpat fliszowych. W sierpniu 1944 przejście frontu radzieckiego zastało go w terenie pod Brzozowem. W listopadzie 1944 został przyjęty do Instytutu Naftowego w Krośnie, którym kierował Julian Obtułowicz. Pracował tam do października 1945 kontynuując prace nad arkuszem Sanok. 
W listopadzie 1945 powrócił do Państwowego Instytutu Geologicznego z siedzibą w Krakowie, a od listopada 1946 w Warszawie. Kontynuował tam pracę redakcyjną. Na przełomie lat 1952–1953 pracował w Centralnym Urzędzie Geologii, na stanowisku naczelnika wydziału w Biurze Dokumentacji Geologicznej. W maju 1953 przeszedł na stanowisko redaktora naczelnego nowo utworzonych Wydawnictw Geologicznych. W przedsiębiorstwie tym pracował do końca życia, od chwili przejścia na emeryturę na stanowisku doradcy naukowego.
Równolegle z pracą w Wydawnictwach Geologicznych był zatrudniony w latach 1952-1961 w nowo utworzonym Wydziale Geologii Uniwersytetu Warszawskiego, w Katedrze Geologii Ogólnej, najpierw jako samodzielny pracownik naukowy, a następnie jako zastępca profesora. 
Był autorem ponad 80 publikacji.
W latach 1946–1967 był w ciągu dwóch kadencji przewodniczącym zarządu Oddziału Warszawskiego Polskiego Towarzystwa Geologicznego, a w ciągu dziewięciu – zastępcą przewodniczącego. W 1963 został członkiem honorowym P.T.Geol.
Został odznaczony Srebrnym i Złotym Krzyżem Zasługi, Krzyżem Kawalerskim Orderu Odrodzenia Polski i Medalem 10-lecia Polski Ludowej.